# Brad Traina
Bradley Robert Traina, más conocido como Brad Traina (Marietta, Georgia, 04 de agosto de 1977), es un exjugador de baloncesto estadounidense. Con 1.98 de estatura, su puesto natural en la cancha era el de alero.

## Trayectoria
- Seminole High School
- Universidad Central de Florida (1996-1999)
- Pallacanestro Treviso (1999-2000)
- Victoria Libertas Pesaro (2000-2002)
- Telekom Bonn (2002-2003)
- CB Gran Canaria (2003)
- Ülkerspor (2003-2004)
- Roseto Basket (2004-2005)
- Tenerife Club de Baloncesto (2005)
- Orlandina Basket (2005-2006)
- Tuborg (2006)
- CSKA Sofia (2006-2007)
- Iraklis Salonica BC (2007)
- Apollon Limassol (2010)